# جيم ستريكلاند
جيم ستريكلاند (بالإنجليزية: Jim Strickland)‏ هو لاعب كرة قاعدة أمريكي، ولد في 12 يونيو 1946 في لوس أنجلوس في الولايات المتحدة.

## وصلات خارجية
- جيم ستريكلاند على موقعبيزبول رفرنس.كوم (الدوري الرئيسي) (الإنجليزية)
- جيم ستريكلاند على موقعبيزبول رفرنس.كوم (الدوري الثانوي) (الإنجليزية)
- جيم ستريكلاند على موقع مشجعي الرسوم البيانية (الإنجليزية)